# Francés acadiano

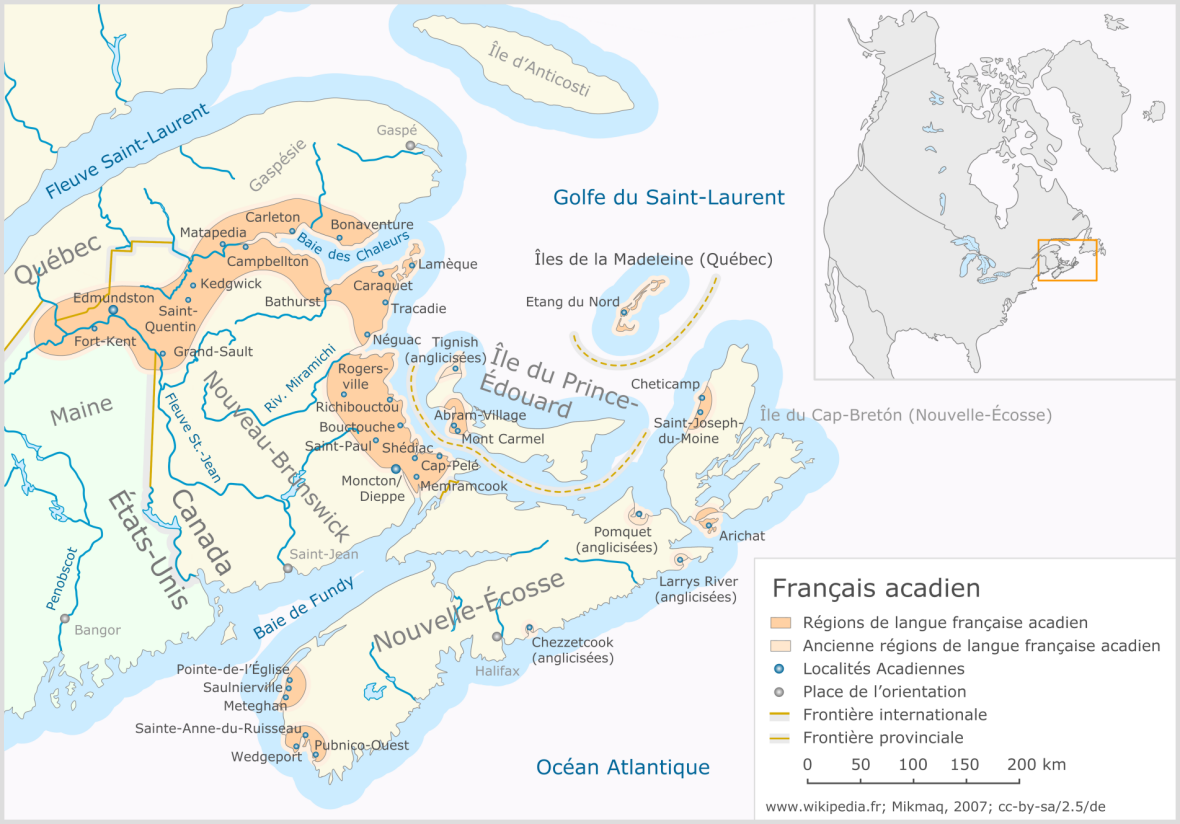
Area de difunsión del Francés acadiano

El francés acadiano (français acadien) es la variedad del francés hablado por los acadianos, nombre que tradicionalmente designa a los francófonos residentes en las provincias marítimas de Canadá (Nuevo Brunswick, Nueva Escocia, Isla del Príncipe Eduardo). Sin embargo, también se habla en algunas zonas vecinas de Quebec (Baie des chaleurs, Basse-Côte-Nord, Îles de la Madeleine) y en las comunidades francófonas del Estado de Maine (EE. UU.)

Bandera de Acadia

## Descripción
En todo el resto del Canadá francófono, la variedad hablada es en cambio la quebequense, a excepción de Terranova, donde hay una pequeña comunidad francófona que mantiene un dialecto propio, llamado francés de Terranova.
Al igual que las demás variedades lingüísticas derivadas de la colonización francesa de América del Norte, a partir de la lengua hablada por los primeros pobladores, ha seguido su propia evolución respecto al francés de la madre patria. En particular, es posible reconocer algunos rasgos arcaicos, que reflejan características del francés de los siglos XVII y XVIII, hasta el punto de que para los francófonos europeos el acadio suena en cierto modo similar a la lengua en la que Rabelais y Molière escribieron sus obras: esto es debido a la situación de aislamiento de la patria original en la que se encontraba Acadia (como Quebec) tras el paso de estas tierras a la Corona inglesa. Por esta razón, cuando se habla en su forma dialectal más estricta, el francés acadiano es sólo parcialmente inteligible para otros francófonos, no sólo europeos, sino también canadienses.
La razón por la que las variedades de francés acadio y quebequense se han mantenido distintas a lo largo de los siglos, a pesar de hablarse en áreas geográficas vecinas rodeadas de territorios de habla inglesa, probablemente radica en el hecho de que, tanto en la época de Nueva Francia como bajo la posterior dominación inglesa, Acadia y Quebec siguieron siendo entidades administrativas distintas, cada una con su propia identidad separada.
También se deriva del francés acadiense el francés cajún, la variedad del francés hablado por las comunidades francófonas de Luisiana, donde numerosos acadianos se refugiaron tras ser expulsados por el gobierno colonial británico durante la guerra francesa e india. La palabra " cajún " es un anglicismo derivado de la pronunciación acadia de la palabra acadien ( acadjonne ).

## Gramática
El Dictionnaire du français acadien (ComiersAcad) de Yves Cormier incluye la mayoría de los regionalismos acadianos.
Algunos ejemplos del fránces acadiano son:
- achaler : 'molestar' (francés: ennuyer ) (muy común en francés quebequés)
- ajeuve : (variación de achever, literalmente 'completar') 'hace un tiempo' (francés: récemment, tout juste)
- amanchure : 'cosa, cosita, también la forma en que se unen las cosas: la unión o unión de dos cosas' (francés: chose, truc, machin)
- amarrer : (literalmente, 'amarrar') 'atar' (francés: adjuntor)